# Шаћир Тотај
Шаћир Тотај (алб. Shaqir Totaj; Призрен, 24. децембар 1960) албански је политичар са Косова и Метохије. Од 6. децембра 2021. обавља функцију председника општине Призрен.

## Биографија
Рођен је 24. децембра 1960. у албанској породици у Призрену. Основну школу и гимназију завршио је у родном граду, дипломирао на Универзитету у Приштини, а наставио постдипломске студије на Универзитету Вашингтона у области менаџмента и извршног руковођења у јавном сектору.
Био је ангажован у оснивању нових институција након рата на Косову и Метохији. Почео је да ради у Пореској управи Косова, где је обављао различите руководеће позиције, као менаџер регионалне канцеларије у Призрену и Пећи, а такоже је био и управник Дирекције великих пореских обвезника у Приштини.
Водио је осам година кошаркашки клуб Башкими у Призрену, а у два мандата је био и потпредседник Кошаркашког савеза Републике Косово.
Ожењен је и отац двоје деце. Матерњи језик му је албански, али се служи и енглеским, српским и турским језиком.